# Otakar Svěrčina
Otakar Svěrčina (* 10. prosince 1925) byl český a československý novinář, ředitel ČTK, politik Komunistické strany Československa a poslanec Sněmovny lidu Federálního shromáždění za normalizace.

## Biografie
Státní bezpečnost a kontrarozvědka ho evidovaly pod krycími jmény OTMAR a VEVERKA. V letech 1948–1969 působil jako redaktor ČTK, převážně na zahraničních postech, pak krátce v roce 1969 jako zástupce šéfredaktora listu Rudé právo. V roce 1975 získal Řád práce, roku 1985 Řád Vítězného února. V roce 1968 působil jako zpravodaj ČTK v Bonnu. V říjnu 1968 u něj německá tajná policie provedla domovní prohlídku pro podezření ze špionáže. V květnu 1969 patřil mezi signatáře prohlášení Slovo do vlastních řad, v němž se apelovalo na větší loajalitu novinářské obce vůči KSČ a novému kurzu normalizace, tehdy ještě jako zástupce šéfredaktora Rudého práva.
K roku 1971 a 1976 se profesně uvádí jako ústřední ředitel ČTK. Tento post zastával od prosince 1969 do února 1989. Ve funkci dohlížel na završení čistek souvisejících s nástupem normalizace. Byl nejdéle sloužícím ředitelem ČTK v její historii. Byl souběžně zároveň členem ideologické komise Ústředního výboru Komunistické strany Československa a komise předsednictva ÚV KSČ pro ekonomickou propagandu.
Ve volbách roku 1971 zasedl do Sněmovny lidu (volební obvod č. 134 – Šumperk, Severomoravský kraj). Mandát obhájil ve volbách roku 1976 (obvod Šumperk), volbách roku 1981 (obvod Šumperk) a volbách roku 1986 (obvod Opava). Ve FS setrval do ledna 1990, kdy rezignoval na svůj post v rámci procesu kooptace do Federálního shromáždění po sametové revoluci.